# Tipula bakeri
Tipula bakeri är en tvåvingeart som beskrevs av Alexander 1954. Tipula bakeri ingår i släktet Tipula och familjen storharkrankar. Inga underarter finns listade i Catalogue of Life.